# Jesús María Arambarri
Jesús María Arambarri Ochoa, conocido en el mundo del fútbol como Arambarri (Mondragón, 20 de abril de 1948-Vitoria, 7 de enero de 2025), fue un futbolista español, ligado a lo largo de su carrera profesional a la Real Sociedad de Fútbol y al Deportivo Alavés. Jugaba como delantero y es recordado principalmente por haber marcado el gol al C.F. Calvo Sotelo que supuso el ascenso de la Real Sociedad de Fútbol a Primera División en la temporada 1966-1967.

## Biografía
Formado en el equipo de su localidad, el Mondragón CF, fichó por el San Sebastián C.F. (3ª División), filial de la Real Sociedad de Fútbol (2ª División). En su primera temporada anotó 21 goles en 25 partidos, llamando la atención del entrenador del primer equipo, Andoni Elizondo Mendiola, que le dio la oportunidad de debutar en 2ª División.

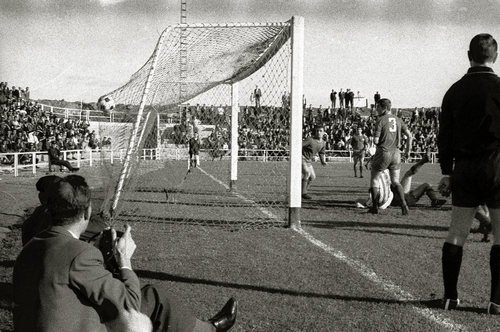
El histórico gol de Arambarri en su partido de debut que valió el ascenso de la Real Sociedad a Primera División

Su debut con la Real Sociedad de Fútbol se produjo en un histórico partido frente al C.F. Calvo Sotelo en Puertollano el 23 de abril de 1967. Aquel día los txuri-urdin se jugaba el ascenso a Primera División tras 5 años en 2ª División y le bastaba con empatar. Los donostiarras contaban con la baja de Rafael Mendiluce en la delantera, que había caído lesionado, por lo que Andoni Elizondo Mendiola decidió poner para tan trascendental choque al joven y prometedor delantero. El ascenso se puso cuesta arriba para los donostiarras tras ponerse el C.F. Calvo Sotelo 2-0 por delante en el marcador. La Real Sociedad de Fútbol consiguió empatar gracias a un gol de Marco Antonio Boronat y al postrero gol de Arambarri, que marcó el empate a falta de 9 minutos para que acabara el partido. Gracias a este gol que significó un ascenso, el ariete de Mondragón entró en la historia del club donostiarra en el mismo partido de su debut.
Durante las 5 temporadas siguientes Arambarri jugó con la Real Sociedad de Fútbol en la 1ª División, donde a pesar de su prometedor inicio, no acabó cuajando en el equipo disputando escasamente 43 partidos y marcando 11 goles, lejos del rendimiento que se le auguraba en sus inicios. En verano de 1972 terminó su contrato y abandonó el club.
Entonces Arambarri fichó por Deportivo Alavés (3ª División), donde jugaría hasta la temporada 1977-1978, consiguiendo en la campaña 1973-1974 el ascenso a 2ª División. Tras colgar las botas fue entrenador ayudante de Txutxi Aranguren (1978-1980) y Luis Astorga en el club babazorro.
Su hijo, Josu, también tendría una modesta carrera futbolística en 2ªºB (Deportivo Alavés "B", Orihuela C.F.,...) y 3ª División (C.D. Eldense, Mazarrón C.F.,...).

## Clubes
| Club                    | País   | Año       |
| ----------------------- | ------ | --------- |
| San Sebastián C.F.      | España | 1966-1967 |
| Real Sociedad de Fútbol | España | 1967-1972 |
| Deportivo Alavés        | España | 1972-1978 |